# Пит Пираат
Пит Пираат (Piet Piraat) — фламандский детский телесериал, написанный и спродюсированный студией Studio 100. Транслировался в Бельгии на канале Ketnet и в Нидерландах на канале Z@PP.
Пит Пираат — добродушный пират, который пересекает Семь морей (Seven Seas) со своей командой, попадая в различные приключения. Пятиминутные истории имеют сходство с главным продуктом Studio 100, «Самсон и Герт» (Samson en Gert), и в основном затрагивают одну и ту же тему: «мошенники никогда не побеждают» и «честность — лучшая политика».

## Персонажи
В сериале четыре персонажа.
- Пит Пираат «Питер Пират» (Питер Ван Де Вельде) — капитан Scheve Schuit (в пер. с англ. — кривая баржа). Он, по всей видимости, намного умнее других и всегда готов решить любые проблемы или ссоры.
- Стин Струйс «Стин Стронг» (Анке Хелсен) — сильная, но немного тусклая. Она пытается решить всё, используя свою силу, умудряясь только ломать вещи в процессе.
- Беренд Броккенпап «Брайан Кашчак» (Дирк Боссхарт) — корабельный повар и явно хитрый персонаж. Он постоянно создаёт проблемы, устраивает розыгрыши и в целом раздражает остальную команду, но он всегда получает своё возмездие, только чтобы вернуться к своему прежнему поведению после извинений.
- Стивен Стил «Молчаливый Стивен» (Дирк ван Вурен) — его имя Silent Steven переводится как «Молчаливый Стив», так как он не может говорить. Несмотря на то, что Стивен является напарником Беренда, он часто оказывается в центре внимания тех, кто идёт не так.

## Комиксы
В период с 2002 по 2012 год Вим Свертс и Люк Ван Астен издали серию комиксов Пит Пираат.

## Экранизации
Пит Пираат показывался в полнометражном фильме «Меч капитана Серебряного Зуба» (Het zwaard van Kapitein Zilvertand), премьера которого состоялась в 2008 году. В нём голландский актёр Петер Фабер сыграл заклятого врага в стиле капитана Тига. За ним последовали многие другие фильмы.

### Спин-офф
Также существует спин-офф, получивший название «Piet Piraat Wonderwaterwereld». В нём Пит рассказывает зрителям об океане. Другие члены актёрского состава не были показаны в этой экранизации.